# بنداه
بُنداه در شاهنامه فردوسی نام حاکم سند است، زمانی که اسکندر در زمان برگشتن از چین از سند می‌گذرد، کسانی که از کشته شدن فور پادشاه هند به دست اسکندر کینه به دل داشتند، با سرپرستی بنداه به جنگ اسکندر می‌شتابد، که از سپاه اسکندر شکست می‌خورند. پس از شکست لشکر بنداه، اسکندر با وجود التماس زنان و کودکان و سالخوردگان به آنها رحم نمی‌کند و همگی را به اسارت می‌گیرد:
| پذیره شدندش سواران سند       |  | همان جنگ را یاور آمد ز هند     |
| هرآنکس که از فور دل خسته بود |  | به خون ریختن دستها شسته بود    |
| بردند پیلان و هندی درای      |  | خروش آمد و نالهٔ کرنای          |
| سر سندیان بود بنداه نام      |  | سواری سرافراز با رای و کام     |
| یکی رزمشان کرده شد همگروه    |  | زمین شد ز افگنده بر سان کوه    |
| شب آمد بران دشت سندی نماند   |  | سکندر سپاه از پس‌اندر براند     |
| به دست آمدش پیل هشتاد و پنج  |  | همان تاج زرین و شمشیر و گنج    |
| زن و کودک و پیر مردان به راه |  | برفتند گریان به نزدیک شاه      |
| که ای شاه بیدار با رای و هوش |  | مشور این بر و بوم و بر بد مکوش |
| که فرجام هم روز تو بگذرد     |  | خنک آنک گیتی به بد نسپرد       |
| سکندر بریشان نیاورد مهر      |  | بران خستگان هیچ ننمود چهر      |
| گرفتند زیشان فراوان اسیر     |  | زن و کودک خرد و برنا و پیر،    |